# Hannes Betz
Johannes Michael „Hannes“ Betz (* 21. Oktober 1960 in Haßfurt (Unterfranken)) ist ein deutscher Objektkünstler, Maler und Autor.

## Leben
Hannes Betz ist im unterfränkischen Haßfurt geboren und wuchs in Westheim auf. Nach seiner Lehre als Kfz-Mechaniker war Betz 30 Jahre für die Autobahndirektion Nordbayern als Straßenwärter tätig. Mit seiner Frau Doris († 2020) hat er zwei Kinder.
2015 eröffnete Betz im 1852 erbauten Elternhaus seiner Frau in seinem Heimatort Westheim seinen Künstlerhof mit Galerie und Atelier.

## Werk

### Objektkunst
Betz erlangte unter anderem mit Werken zur Erinnerung an die Deportation der Juden durch das NS-Regime überregionale Aufmerksamkeit. Seine Koffer als Teil der Aktion „DenkOrt Deportationen“ stehen am Hauptbahnhof Würzburg und in seinem Heimatort Westheim.
Weitere wichtige Arbeiten sind u. a. Objekt Eltmann am Landratsamt Haßberge oder seine Objektreihe Renovatio – Erneuerung, welche im Rahmen der Aktion „Kunst im Leerstand“ vom Landkreis Haßberge ausgestellt wurde.

### Malerei
Seine Malereien, welche Betz auch immer wieder mit Objekten verbindet, wurden unter anderem in der Giechburg, bei der Jahresausstellung des Bundes Fränkischer Künstler, im MVG Museum in München oder im Schloss Höhenried am Starnberger See ausgestellt. Eines seiner bekanntesten Werke ist hierbei das Objektbild Aranea, welches mit einem echten Spinnennetz kreiert wurde.

### Bücher
- Made in Westheimb – Dokumente des Lebens: Einblicke in ein bäuerliches Dorf vom 16. Jahrhundert bis zur Jahrtausendwende Selbstverlag, Westheim 2022.[13]

- Israelitische Kultusgemeinde Westheimb Selbstverlag, Westheim 2025.[14]

## Aktionen
- Im August 2023 verbrachte Betz 14 Tage ohne Proviant im Steigerwald.[15]
- Im Sommer 2024 startete Betz eine Benefizfahrradtour nach Rom, um Spenden für die Tafel Haßfurt zu sammeln.[16][17]